# Bričanci
Bričanci is een plaats in de gemeente Svetvinčenat in de Kroatische provincie Istrië. De plaats telt 51 inwoners (2001).